# Marcel Tournier
Marcel Tournier (Parigi, 5 giugno 1879 – Parigi, 18 maggio 1951) è stato un arpista, compositore e insegnante francese.

## Biografia
Marcel Lucien Tournier nacque a Parigi il 5 gennaio 1879, da una famiglia di musicisti. Il padre era liutaio e incoraggiò Marcel e i suoi sei fratelli a suonare uno strumento. Il giovane iniziò dallo studio del pianoforte e all’età di sedici anni cominciò a studiare arpa privatamente.
Due anni dopo, nel 1897, fu ammesso al Conservatorio di Parigi nella classe di Alphonse Hasselmans, per proseguire nello studio dell’arpa. Per un breve periodo studiò anche con Raphaël Martenot. Inoltre in conservatorio studiò composizione con Charles-Marie Widor. Nel 1899 ottenne il Premier prix in arpa, che equivale al massimo dei voti con lode.
Tournier lavorò soprattutto in orchestra, infatti dal 1908 al 1914 fu assunto all’Opéra. Inoltre lavorò presso l’Opéra Comique, prendendo parte all’esecuzione di alcune prime del calibro di Pelléas et Mélisande (1902) di Debussy. Tournier, quindi, non intraprese una carriera come solista, probabilmente a causa della sua predilezione per la composizione e l’insegnamento. Nel 1909 Tournier ottenne il secondo posto in composizione al Prix de Rome per la sua cantata La Roussalka. Si trattava di una borsa di studio istituita dal governo francese, che precedentemente era stata assegnata a grandi compositori come Berlioz, Bizet e Debussy. Nello stesso anno Tournier ottenne il Premio Rossini per Laure et Pétrarque: Fac et Spera, Scène lyrique en quatre episodes. Successivamente, però, scelse di dedicarsi maggiormente alla composizione di pezzi per arpa sola. 
Nel 1912 ottenne la cattedra di arpa al Conservatorio di Parigi, succedendo quindi a Hasselmans.
Tra gli altri candidati a quel posto c’era la sua rivale Henriette Renié, della quale Tournier aveva un grande rispetto, pur non condividendone la scuola. Tra gli allievi di Tournier ci furono Nicanor Zabaleta, Jacqueline Borot, Elisabeth Fontan-Binoche e Huguette Geliot.
Nel 1914, all’età di trentacinque anni, Tournier fu costretto ad abbandonare temporaneamente la professione per unirsi all’esercito francese nel corso della Prima guerra mondiale. Fu militare fino al 1919, per ben quattro anni e mezzo.
Nel dopoguerra Tournier riprese a insegnare in conservatorio e comporre, pubblicando Vers la source dans le bois nel 1921. 
Nel corso della sua vita, Tournier portò a compimento ventiquattro pezzi per arpa sola, sei pezzi per piano, sei composizioni orchestrali e venti pezzi da camera. In quest’ultimo caso spesso si trattava di pezzi concepiti per arpa sola, a cui in un secondo momento l’autore aggiunse altri strumenti. Per esempio Féerie, prélude et danse (1912) è un pezzo solistico eseguibile anche con l’aggiunta di un quartetto d’archi.
Inoltre sappiamo che Tournier era contrario alle trascrizioni, a differenza dei suoi colleghi arpisti Carlos Salzedo, Henriette Renié e Marcel Grandjany, che ne produssero in quantità.
Nel 1922 Marcel Tournier si sposò con Renée Lénars, titolare della cattedra di arpa cromatica al conservatorio di Parigi. 
Nel 1929 fu nominato cavaliere della Legion d’onore, la maggiore onorificenza attribuibile dalla Repubblica francese, che gli fu assegnata per i suoi trent’anni di carriera artistica e per il servizio militare prestato.
Dal 1944 al 1945 Tournier scrisse La Harpe, libro che fu pubblicato postumo nel 1959 grazie all’amico compositore Marcel Dupré. Quest’opera si compone di due parti: la prima affronta la storia dell’arpa, mentre la seconda tratta le tecniche della composizione per l’arpa; ad esempio, ci sono sezioni dedicate agli omofoni, ai glissati, alle scale, all’impiego dei pedali e alle tonalità migliori per comporre pezzi arpistici. Nel libro vengono citati esempi di composizioni proprie ma anche di altri compositori, tra cui Ravel, Debussy, Renié e Grandjany. Tuttavia occorre sottolineare che Tournier non realizzò mai un vero e proprio metodo per arpa.
Nel 1948 Tournier andò in pensione dopo trentasei anni di insegnamento. Fu il professore di arpa che insegnò più a lungo al Conservatorio di Parigi.
Morì a Parigi l’8 maggio 1951, passando alla storia come “Poète de la Harpe”.